# Byron (Nebraska)
Byron – wieś w Stanach Zjednoczonych, w stanie Nebraska, w hrabstwie Thayer.